# Juan Castilla
Juan Andrés Castilla Lozano (Cali, Colombia; 27 de julio de 2004) es un futbolista colombiano. Juega de centrocampista y su equipo actual es La Equidad de la Categoría Primera A de Colombia.

## Trayectoria
Formado en las inferiores del Houston Dynamo, con un breve paso en el Columbus Crew, Castilla fue promovido al primer equipo del Dynamo en 2021 como jugador de cantera. Firmó su primer contrato con el club en junio de 2020 con solo 15 años, Castilla es el jugador más joven en la historia en firmar con el club.
Debutó en el Dynamo el 31 de octubre de 2021 en la derrota por la mínima ante el Colorado Rapids.

### Deportivo Cali
El 20 de julio del 2023 se oficializa  su llegada al Deportivo Cali superando los exámenes médicos y llegando como Agente Libre y firmando contrato por 2 años , siendo esta su primera experiencia en su país y ciudad de nacionalidad.

## Selección nacional
Nacido en Cali, Castilla se mudó con su familia a Houston a los 3 años de edad.
Fue seleccionado juvenil por Estados Unidos, y disputó dos encuentros con la selección sub-19 de Estados Unidos en 2022. Ese mismo año, aceptó el llamado de la selección sub-20 de Colombia, disputando encuentros amistosos.
Fue citado al Sudamericano Sub-20 de 2023. En el Mundial Sub-20 Argentina 2023, Colombia llegó hasta cuartos de final donde perdió 1-3 ante Italia.
En enero del 2024 es convocado para el microciclo previo al Torneo Preolímpico Sudamericano Sub-23, del 2024

## Estadísticas
Actualizado hasta  el 20 de julio de 2023
| Club                            | Div.                | Temporada     | Liga  | Liga  | Copas nacionales | Copas nacionales | Copas internacionales | Copas internacionales | Total | Total |
| Club                            | Div.                | Temporada     | Part. | Goles | Part.            | Goles            | Part.                 | Goles                 | Part. | Goles |
| ------------------------------- | ------------------- | ------------- | ----- | ----- | ---------------- | ---------------- | --------------------- | --------------------- | ----- | ----- |
| Houston Dynamo Estados Unidos   | 1.ª                 | 2021          | 10    | 0     | 0                | 0                | —                     | —                     | 10    | 0     |
| Houston Dynamo Estados Unidos   | 1.ª                 | 2022          | 0     | 0     | 1                | 0                | —                     | —                     | 1     | 0     |
| Houston Dynamo Estados Unidos   | Total club          | Total club    | 10    | 0     | 1                | 0                | 0                     | 0                     | 11    | 0     |
| Houston Dynamo 2 Estados Unidos | 3.ª                 | 2022          | 17    | 1     | —                | —                | —                     | —                     | 17    | 1     |
| Houston Dynamo 2 Estados Unidos | Total club          | Total club    | 17    | 1     | 0                | 0                | 0                     | 0                     | 17    | 1     |
| Deportivo Cali · Colombia       | Categoría Primera A | 2023          | 5     | 0     | —                | —                | —                     | —                     | 5     | 0     |
| Deportivo Cali · Colombia       | Total club          | Total club    | 0     | 0     | 0                | 0                | 0                     | 0                     | 0     | 0     |
| Total carrera                   | Total carrera       | Total carrera | 32    | 1     | 1                | 0                | 0                     | 0                     | 33    | 1     |